# 반딧불 언덕에서
《반딧불 언덕에서》(일본어: 虹色ほたる 〜永遠の夏休み〜 니지이로호타루에엔노나쓰야스미[*]→무지개 빛 반딧불 ~영원한 여름방학~)는 가와구치 마사유키의 일본 소설이자, 이를 바탕으로 한 2012년 5월 19일 공개된 일본 애니메이션 영화이다.

## 줄거리
일 년 전, 교통사고로 아버지를 잃은 초등학교 6 학년 ‘유타’는 여름방학에 아버지와 함께 갔던 시골에 찾아간다. 하지만 댐이 건설되어 마을은 물에 잠겨 사라진 지 오래이다.
갑작스런 폭우로 급류에 휘말린 유타는 정신을 잃는다. 깨어나 보니 눈 앞에 ‘사에코’라는 여자아이가 있다. 사에코를 집에 데려다 주려고 산 밑을 내려다 보는 순간, 없어졌던 마을이 눈 앞에 펼쳐진다.
마법과도 같은 유타의 아름다운 여름방학이 시작된다.

## 등장인물
- 다케이 아카시 - 유타 목소리 역
- 키무라 아유미 - 사에코 목소리 역
- 사쿠라이 타카히로
- 노토 마미코
- 나카이 카즈야
- 이시다 타로
- 오오츠카 치카오

## 영화
2012년 5월 19일, 도에이에서 일본 전국 개봉하였다. 2012년 5월9 일 온라인 시사회가 진행되었고, 5월 8일부터 18일까지 유튜브에서 20분이 선행 공개되었다.